# Ritratto di Charles Le Cœur
Ritratto di Charles Le Cœur è un olio su tela realizzato nel 1874 dal pittore francese Pierre-Auguste Renoir. Misura cm 42x30. È conservato nel Musée d'Orsay di Parigi.
Le Cœur era un noto architetto che aiutava Renoir acquistandogli dei quadri. L'amicizia si ruppe bruscamente nel 1874, quando il pittore fece delle avances alla figlia maggiore dell'architetto, Marie, appena sedicenne,  venendo per questo scacciato dalla casa dei Le Cœur.